# Grăsime

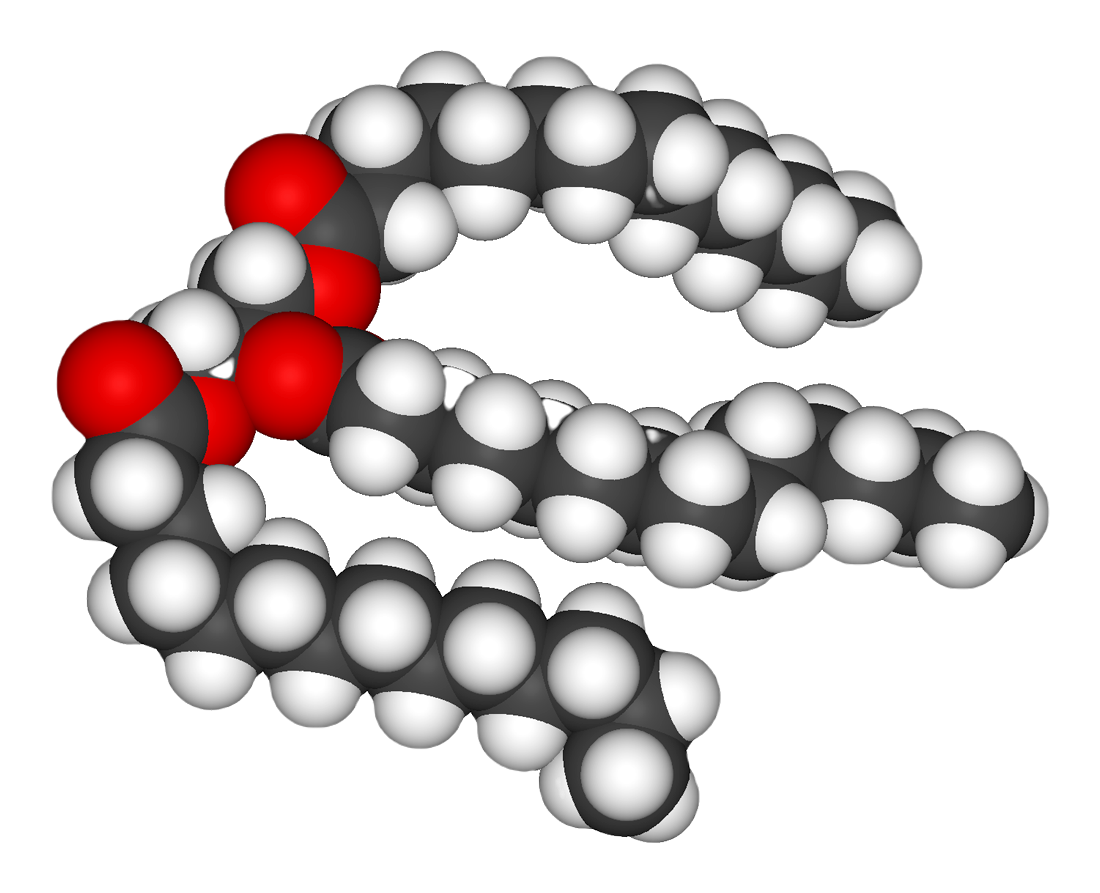
Reprezentare a unei molecule de trigliceridă, unul dintre principalele tipuri de grăsimi.

În nutriție, biologie și chimie, grăsimile sunt amestecuri complexe formate în principal din esteri ai glicerinei cu acizii grași, regăsite în majoritate în organismele vii sau în alimente. Termenul se referă de cele mai multe ori la trigliceride (care sunt esteri tripli ai glicerolului), acestea fiind principalele componente ale uleiurilor vegetale și ale țesuturilor grase la animale. Termenul este, de asemenea, folosit de cele mai multe ori ca sinonim pentru lipide - orice substanță cu relevanță biologică, compusă din carbon, hidrogen sau oxigen, care este insolubilă în apă, dar solubilă în solvenți nepolari. Astfel, pe lângă trigliceride, termenul ar include și alte tipuri de compuși precum mono- și digliceride, fosfolipide (cum ar fi lecitina), steroli (cum ar fi colesterolul), ceruri (cum ar fi ceara de albine),  cât și acizi grași liberi, care sunt de obicei prezenți în dieta umană în cantități mai mici.
Grăsimile reprezintă una dintre cele trei clase principale de macronutrienți din dieta umană, împreună cu carbohidrații și proteinele,  și principalele componente ale produselor alimentare obișnuite, cum ar fi laptele, untul, seul, untura, carnea de porc și uleiurile utilizate pentru gătit. Ele sunt o sursă majoră și densă de energie alimentară pentru multe animale și au rol structural și metabolic important, la majoritatea ființelor vii, inclusiv funcția de stocare a energiei, hidroizolarea și termoizolarea. Corpul uman poate produce grăsimea de care are nevoie din alte surse alimentare, cu excepția câtorva acizi grași esențiali care trebuie introduși în organism prin dietă.

## Compoziție
Grăsimile sunt amestecuri complexe naturale, formate în principal din esteri ai glicerinei cu acizii grași, numiți gliceride. Se mai găsesc în afară de gliceride și ceruri, vitamine, fosfatide etc.
{\displaystyle {\begin{matrix}C&H_{2}-O\underbrace {H} \\|&\\C&H-O\underbrace {H} \\|&\\C&H_{2}-O\underbrace {H} \end{matrix}}+3\ R-CO\underbrace {OH} \longrightarrow {\begin{matrix}C&H_{2}-O-CO-R\\|&\\C&H-O-CO-R\\|&\\C&H_{2}-O-CO-R\end{matrix}}+3\ H_{2}O}
Acizii grași sunt acizii cu următoarele proprietăți:
- au număr mare de atomi de carbon (între 4 și 24);
- au număr par de atomi de carbon;
- au catenă liniară, fără ramificații;
- sunt monocarboxilici;
- pot fi saturați sau nesaturați.

Cei mai răspândiți acizi grași sunt:
- , acid palmitic;
- , acid stearic;
- , acid butanoic/butiric;
- , acid oleic.

Exemple de grăsimi:
- {\displaystyle {\begin{matrix}C&H_{2}-O-CO-\left(CH_{2}\right)_{16}-CH_{3}\\|&\\C&H-O-CO-\left(CH_{2}\right)_{16}-CH_{3}\\|&\\C&H_{2}-O-CO-\left(CH_{2}\right)_{14}-CH_{3}\end{matrix}}}, distearopalmitina/palmitodistearina;
- {\displaystyle {\begin{matrix}C&H_{2}-O-CO-\left(CH_{2}\right)_{7}-CH=CH-\left(CH_{2}\right)_{7}-CH_{3}\\|&\\C&H-O-CO-\left(CH_{2}\right)_{7}-CH=CH-\left(CH_{2}\right)_{7}-CH_{3}\\|&\\C&H_{2}-O-CO-\left(CH_{2}\right)_{16}-CH_{3}\qquad \qquad \qquad \qquad \qquad \end{matrix}}}, dioleostearina/stearodioleina.

În natură, există atât grăsimi lichide, nesaturate (uleiuri), cât și grăsimi solide, saturate (grăsimi).

## Prelucrare
Grăsimile lichide sunt de origine vegetală, iar cele solide, saturate, sunt de origine animală (cu toate că sunt și excepții, vezi uleiul de pește care e lichid sau untul de cocos care e solid cu toate că e de natură vegetală). Uleiurile se obțin prin presarea semințelor sau fructelor, ca în cazul uleiului de floarea-soarelui sau de măsline. Se mai pot obține prin extracție cu solvenți selectivi. Grăsimile animale se obțin prin distrugerea țesutului adipos sub influența temperaturii. Se mai pot obține și prin centrifugare (untul).

## Proprietăți fizice
Grăsimile pot fi solide, lichide sau semisolide (untul). Acestea sunt insolubile în apă, cu care emulsionează, dar sunt solubile în solvenți organici.
Nu au puncte fixe de fierbere și topire pentru că sunt amestecuri, ci fierb și se topesc în intervale de temperatură.

## Proprietăți chimice
Fiind amestecuri de gliceride, care sunt esteri, grăsimile vor avea proprietățile chimice ale esterilor.

### Hidroliza/Saponificarea
Hidroliza poate avea loc în mediu acid sau în mediu bazic.
{\displaystyle {\begin{matrix}C&H_{2}-O-CO-R\\|&\\C&H-O-CO-R'\\|&\\C&H_{2}-O-CO-R''\end{matrix}}+3\ H_{2}O\Longleftrightarrow {\begin{matrix}C&H_{2}-OH\\|&\\C&H-OH\\|&\\C&H_{2}-OH\end{matrix}}+{\begin{matrix}R-COOH\\R'-COOH\\R''-COOH\end{matrix}}}, într-un mediu acid.
{\displaystyle {\begin{matrix}C&H_{2}-O-CO-R\\|&\\C&H-O-CO-R'\\|&\\C&H_{2}-O-CO-R''\end{matrix}}+3\ NaOH\longrightarrow {\begin{matrix}C&H_{2}-OH\\|&\\C&H-OH\\|&\\C&H_{2}-OH\end{matrix}}+{\begin{matrix}R-COONa\\R'-COONa\\R''-COONa\end{matrix}}}
Grăsimile se folosesc ca săpunuri, de aceea reacția se numește și saponificare. La hidroliza cu bază participă toate grăsimile, indiferent de natura lor.

### Adiția de halogen (Br2,I2)
Această reacție are loc numai la uleiuri (grăsimi nesaturate). E importantă pentru că se deduce gradul de nesaturare a grăsimilor prin așa-numita cifră de brom/iod, care exprimă cantitatea în grame de brom/iod adiționat la 100gr de grăsime.
{\displaystyle {\begin{matrix}C&H_{2}-O-CO-\left(CH_{2}\right)_{7}-CH\neq CH-\left(CH_{2}\right)_{7}-CH_{3}\\|&\\C&H-O-CO-\left(CH_{2}\right)_{7}-CH\neq CH-\left(CH_{2}\right)_{7}-CH_{3}\\|&\\C&H_{2}-O-CO-\left(CH_{2}\right)_{16}-CH_{3}\qquad \qquad \qquad \qquad \qquad \end{matrix}}\ +\ 2\ I_{2}\longrightarrow {\begin{matrix}C&H_{2}-O-CO-\left(CH_{2}\right)_{7}-CHI-CHI-\left(CH_{2}\right)_{7}-CH_{3}\\|&\\C&H-O-CO-\left(CH_{2}\right)_{7}-CHI-CHI-\left(CH_{2}\right)_{7}-CH_{3}\\|&\\C&H_{2}-O-CO-\left(CH_{2}\right)_{16}-CH_{3}\qquad \qquad \qquad \qquad \qquad \end{matrix}}}

### Adiția de hidrogen
Reacția este posibilă doar la uleiuri și este similară cu cea de adiție a halogenilor. Are loc în prezență de nichel (care are rol de catalizatori in , presiune și temperatură înalte). Se practică la scară industrială și stă la baza obținerii margarinei din uleiul vegetal.

### Sicativarea
La această reacție participă doar uleiurile. Reacția este de fapt un proces de polimerizare (adiție repetată) care are loc la nivelul dublelor legături din molecula gliceridei și care se produce sub acțiunea oxigenului diatomic din aer. Se concretizează prin faptul că anumite uleiuri, întinse pe suprafețe, formează pelicule aderente, transparente și rezistente la intemperii.
Din punctul de vedere al comportării la sicativare, uleiurile se împart în trei categorii:
- uleiuri sicative - sunt cele care formează pelicule de foarte bună calitate în mai puțin de 24 de ore;
- uleiuri semisicative - acestea formează pelicule într-un timp îndelungat și calitatea lor este mai mică;
- uleiuri nesicative - nu formează pelicule, acestea fiind uleiurile comestibile.

## Utilizare
Grăsimile se folosesc la obținerea de săpunuri, cosmetică, în industria farmaceutică, alimentația zilnică, precum și la obținerea glicerinei.

## Țesut adipos
Oamenii, ca toate mamiferele de altfel, au două tipuri de țesut adipos: alb și brun.
Grăsimea albă are ca rol depozitarea rezervelor energetice ale organismului iar cea brună generează căldura atunci când temperatura mediului înconjurător scade.